# Rue des Martyrs
De rue des Martyrs ("Martelarenstraat") is een straat in Parijs, gelegen op de heuvel van Montmartre. De straat begint tegenwoordig bij de Notre-Dame-de-Lorette kerk in het 9e arrondissement, en loopt door in het 18e. De straat leidde van oudsher (waarschijnlijk al voor de Romeinse tijd) van Parijs naar de nederzetting op de heuvel.

## Geschiedenis
De straat heeft z'n naam te danken aan het feit dat volgens een oude overlevering Sint-Dennis, de eerste bisschop van Parijs, na onthoofd te zijn met zijn hoofd onder zijn arm over deze weg naar Saint-Denis wandelde om zich daar te laten begraven. De straat heeft in de middeleeuwen ook een tijdje bekend gestaan als de rue des Porcherons en tussen 1793 en 1806 toen de kerk niet zo bijster populair was als de rue du Champ de Repos. De bouw van de Muur van de Belastingpachters in 1788 splitste de weg in tweeën; het deel ten noorden van de muur dat buiten de stadsomwalling viel kreeg toen de naam chaussée des Martyrs; nadat Baron Haussmann de muur had laten slechten en de Parijse stadsgrenzen tot ver aan de andere kant van Montmartre had uitgebreid werden de twee delen per prefectoraal besluit op 2 april 1868 weer samengevoegd.

## Huidige toestand
De rue des Martyrs is een zeer levendige straat, met twee verschillende karakters. Het lagere deel, in het 9e arrondissement tot de boulevard de Rochechouart is gevuld met diverse winkels, die zich vooral in voedseldelicatessen specialiseren, en men vindt er enkele restaurants. Het hogere deel in het 18e deel maakt deel uit van het uitgaanscircuit van Pigalle; men vindt er veel restaurants en bars, en ook enkele theaters zoals de Le Diwan du Monde maar ook andersoortig vermaak, er zijn enkele travestiebars zoals Chez Michou, dubieuze sauna's en hippe cafés zoals Le Fourmi.

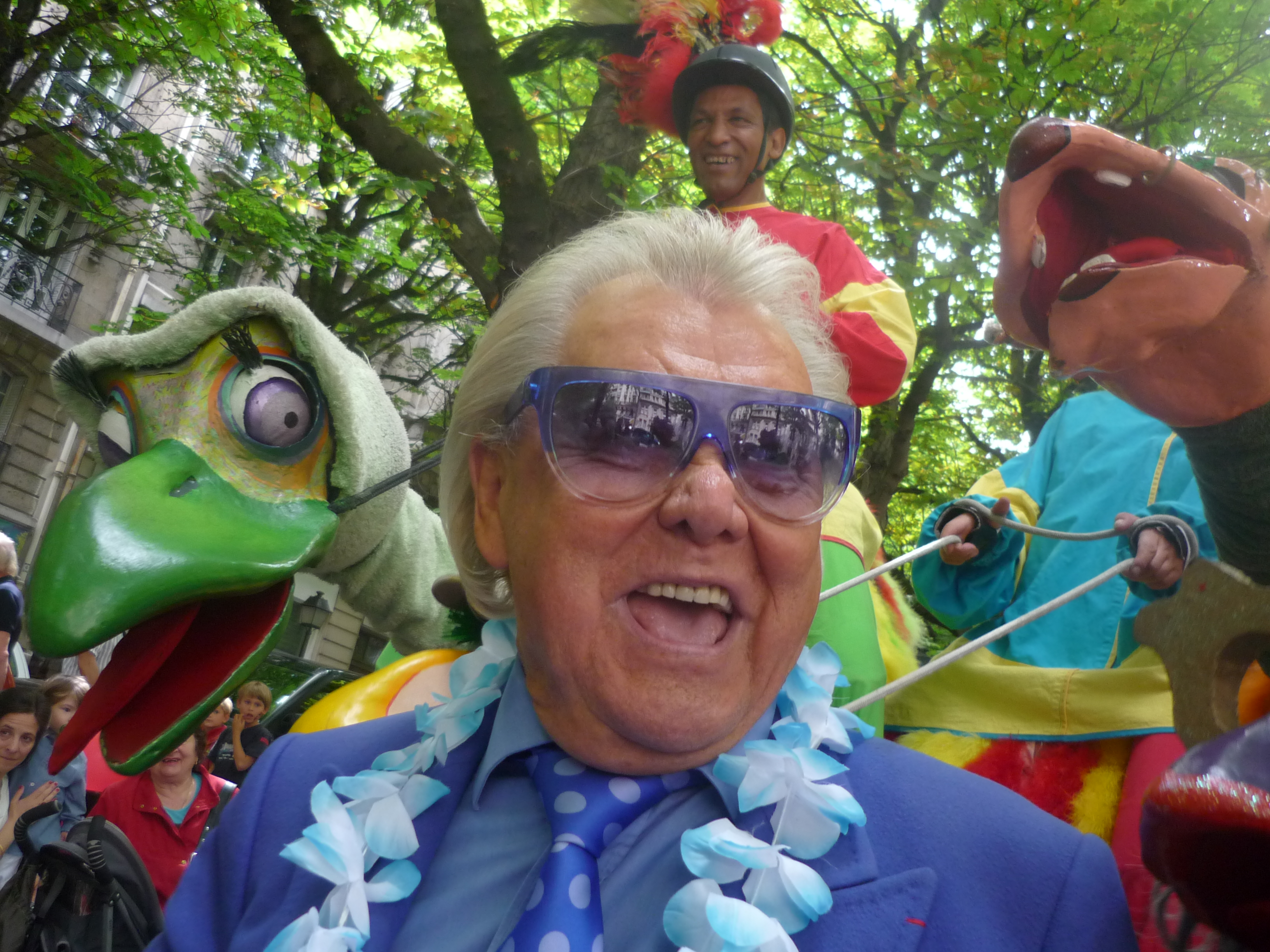
Michou, de uitbater van Chez Michou tijdens de Promenade de la Vache enragée op Montmartre

De rue des Martyrs is bereikbaar via de metrostations Notre-dame-de-Lorette en Blanche.
- Nationale Bibliotheek van Tsjechië: ge963165
- Virtual International Authority File: 238813358